# Арат (река)
Арат (фр. Arrats) је река у Француској. Дуга је 162 km. Улива се у Гарону. 